# 會厭谷
會厭谷（英語：epiglottic vallecula，又稱：會厭谿、會厭溪、會厭窩，會厭溝；谿/xī/）位於舌頭的根部之後，介於喉嚨的褶皺之間凹陷（凹谷）的地方；即會厭谿是介於舌根後部與會厭軟骨之間的地帶。這些凹陷是作為“吐痰阱”（spit traps）之用；唾液可以暫時保留在這凹谷之內，以防止吞嚥反射動作的發生。
會厭谷是氣管插管時所使用的重要參考標記。該程序是要將麥金塔型喉鏡的葉尖盡可能地置入在凹谷之內，以便於直接觀察声门。

## 附加圖片

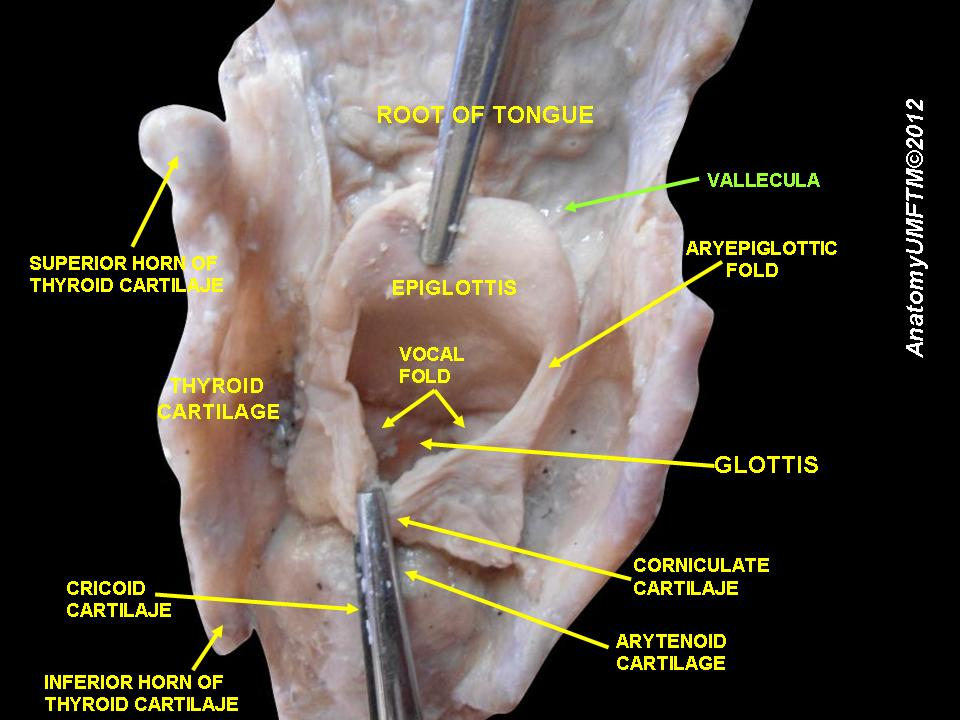
會厭谷

## 外部連接
- Vallecular cyst-Laryngopedia （页面存档备份，存于）
- Vallecular Cyst （页面存档备份，存于）
- YouTube上的會厭窩(會厭谿)囊腫與舌根部圓形乳頭狀味蕾（vallecular cysts & circumvallate papilla taste bud）
- YouTube上的位於舌根背部的味覺器官：輪廓狀乳突（Circumvallate papillae）
- YouTube上的Larynx-Cartilages-3D Anatomy Tutorial
- 會厭軟骨(epiglottis)與會厭谷 （页面存档备份，存于）